# Mesostenus alvarengae
Mesostenus alvarengae là một loài tò vò trong họ Ichneumonidae.